# Christian Oliver

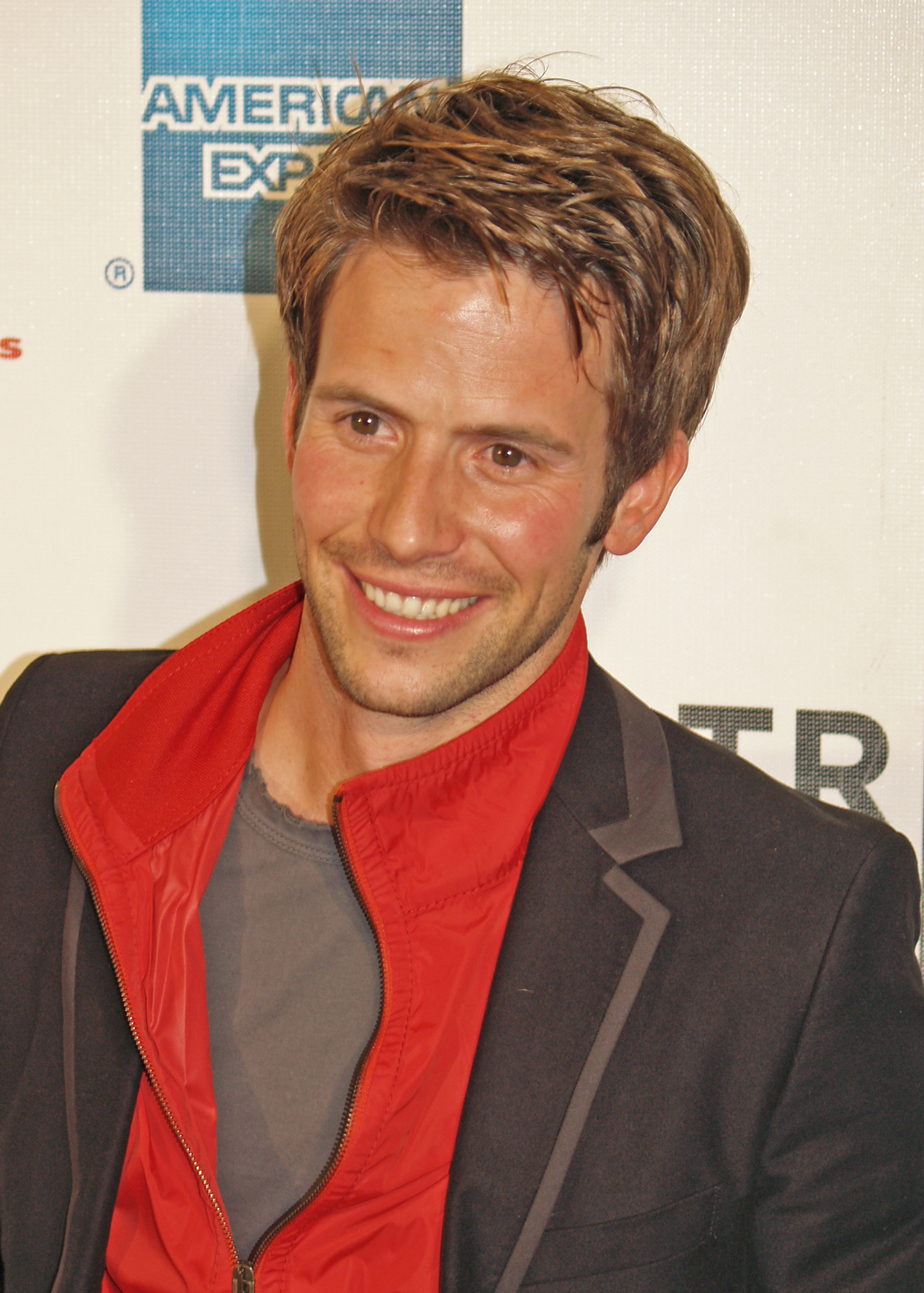
Christian Oliver (2008)

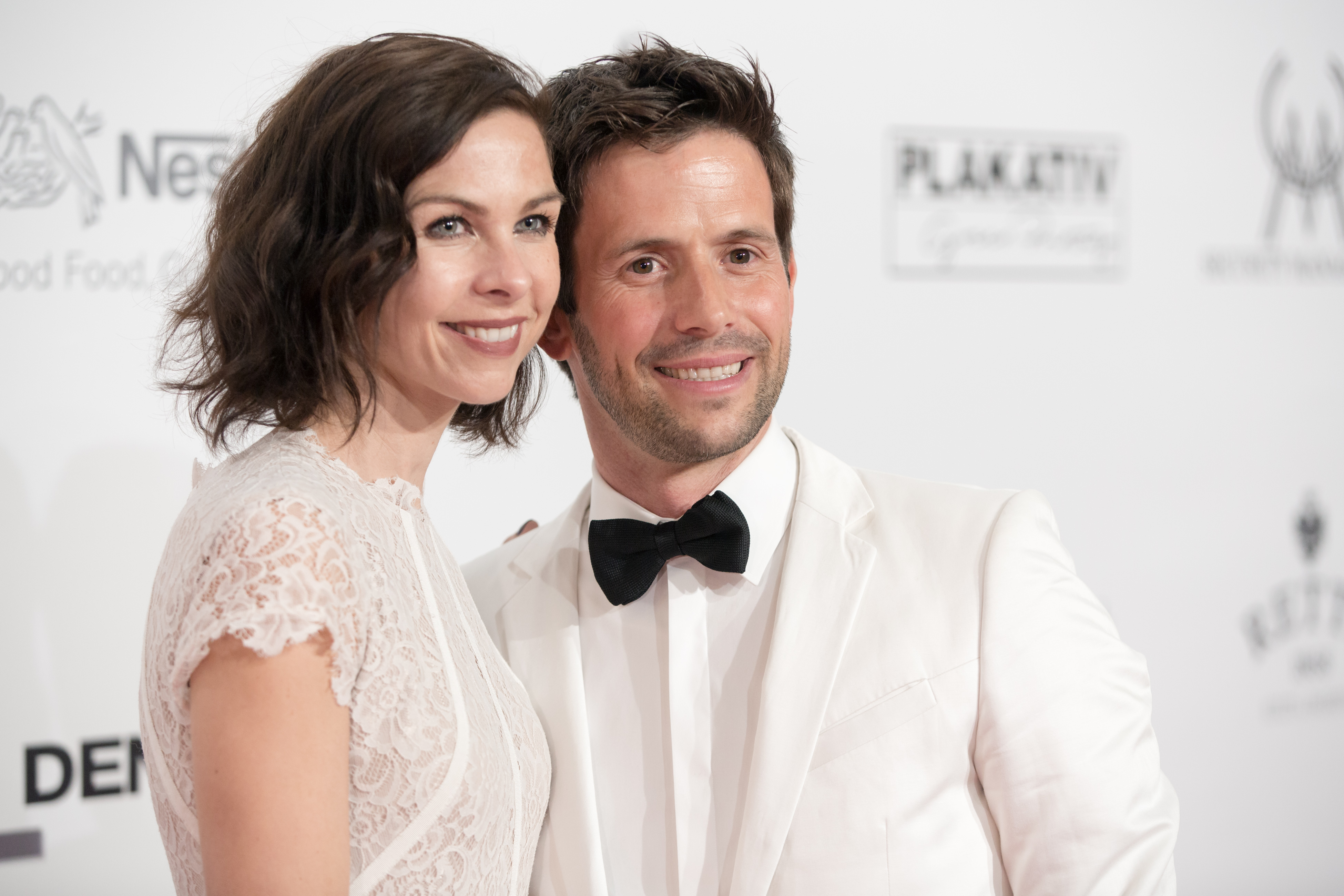
Christian Oliver und Ehefrau Jessica Mazur (2016)

Christian Oliver (* 3. März 1972 in Celle als Christian Klepser; † 4. Januar 2024 bei Paget Farm auf Bequia in St. Vincent und die Grenadinen) war ein deutscher Schauspieler. Er wurde 2002 als Kommissar Jan Richter in der RTL-Action-Serie Alarm für Cobra 11 – Die Autobahnpolizei bekannt.

## Leben
Christian Oliver wurde 1972 in Celle geboren, wuchs in Frankfurt am Main auf und besuchte die dortige Freiherr-vom-Stein-Schule. Als junger Mann zog er in die Vereinigten Staaten, wo er als Model arbeitete und ersten Schauspielunterricht nahm.
Oliver pendelte im Laufe seiner Schauspielkarriere zwischen Deutschland und Los Angeles. Eine seiner ersten Rollen hatte er ab 1994 in der Sitcom Saved by the Bell: The New Class, der Neuauflage der Teenager-Sitcom California High School (Originaltitel Saved by the Bell). Von 1994 bis 1995 moderierte er zusammen mit Anna Bosch das Filmmagazin Starclub L.A., das zu dieser Zeit unmittelbar vor den Episoden von California High School ausgestrahlt wurde, in denen Oliver mitspielte. Eine seiner ersten größeren Rollen in Deutschland hatte er 1999 in Götterdämmerung – Morgen stirbt Berlin. 
Von 2002 bis 2004 spielte er in der deutschen RTL-Actionserie Alarm für Cobra 11 – Die Autobahnpolizei die Hauptrolle des Hauptkommissars Jan Richter. Sein Stuntdouble war Patrick Doetsch.
Danach orientierte sich Oliver wieder mehr zum internationalen Kino. 2006 war er in dem US-Kinofilm The Good German an der Seite von George Clooney und Cate Blanchett unter der Regie von Steven Soderbergh zu sehen. 2008 stand Christian Oliver sowohl für die Wachowskis für Speed Racer vor der Kamera als auch für Bryan Singers Operation Walküre. Die amerikanische Zeitschrift People kürte Oliver zu einem der „50 most beautiful guys in the universe“.
Anfang der 2000er-Jahre lernte Oliver die für Comedy-Sendungen von RTL und Sat.1 arbeitende, aus Bad Nenndorf stammende Jessica Mazur kennen, die 2005 zu ihm in die USA zog. Ende der 2000er-Jahre heirateten sie, 2011 kam die erste Tochter zur Welt, eine weitere Tochter zwei Jahre später. 2021 soll Oliver die Scheidung eingereicht haben.
Christian Oliver kam am 4. Januar 2024 beim Absturz eines einmotorigen Privatflugzeugs im karibischen Inselstaat St. Vincent und die Grenadinen ums Leben. Mit dem 51-Jährigen starben kurz nach dem Start seine beiden 10- und 12-Jahre alten Töchter sowie der US-amerikanische Pilot, zugleich Eigentümer der Bellanca 17-30A Super Viking von AviaBellanca Aircraft, die vom J. F. Mitchell Airport auf Bequia zum Flughafen Hewanorra International auf St. Lucia unterwegs war.

## Filmografie (Auswahl)
- 1994–1995: Star Club L.A. (Filmmagazin)
- 1994–1995: Saved by the Bell: The New Class (Fernsehserie, 26 Folgen)
- 1995: Angriff der Schnullerbrigade (The Baby-Sitters Club)
- 1997: Rosamunde Pilcher – Zwei Schwestern (Fernsehfilm)
- 1997: Two Sisters
- 1997: Eat Your Heart Out
- 1998: First Love – Die große Liebe (Fernsehfilm)
- 1998: Sliders – Das Tor in eine fremde Dimension (Sliders, Fernsehserie, 4x15)
- 1999: V.I.P. – Die Bodyguards (V.I.P., Fernsehserie, Folge 1x16)
- 1999: Götterdämmerung – Morgen stirbt Berlin
- 1999: Fighter (Romantic Fighter)
- 2000: Medal of Honor: Underground (Sprecher)
- 2001: Undressed – Wer mit wem? (Undressed, Fernsehserie, 1 Folge)
- 2001: Kept
- 2001: Schlaf mit meinem Mann
- 2001: Ablaze
- 2002: A Light in the Forest
- 2004: Frostbite
- 2002–2004: Alarm für Cobra 11 – Die Autobahnpolizei (Fernsehserie, 28 Episoden)
- 2004: Law & Order – Justice Is Served (Sprecher)
- 2005: Subject Two
- 2005: The Comeback
- 2006: The Good German – In den Ruinen von Berlin (The Good German)
- 2007: George Gently – Der Unbestechliche (Inspector George Gently; Fernsehserie, 1 Folge)
- 2008: Speed Racer
- 2008: Immer Wirbel um Marie
- 2008: Operation Walküre – Das Stauffenberg-Attentat (Valkyrie)
- 2009: Ready for Hangover (Ready or Not)
- 2009: Ein Haus zum Träumen
- 2009: Tribute
- 2009: Acholiland (Kurzfilm)
- 2010: Ein Fall für zwei (Fernsehserie, Folge Tödliche Story)
- 2010: Der Bergdoktor (Fernsehserie, Folge Kein Zurück)
- 2011: House of Good and Evil
- 2011: Die drei Musketiere (The Three Musketeers)
- 2012–2021: SOKO Stuttgart (Fernsehserie, 4 Folgen)
- 2013: Crossing Lines (Fernsehserie, Folge Jäger der Straße)
- 2014: Hercules Reborn
- 2014: Ninja Apocalypse
- 2015: Sense8 (Fernsehserie, 3 Folgen)
- 2016: Timeless: Wernher von Braun
- 2018: The Outer Wild
- 2018: The Outpost (Fernsehserie, 1x07)
- 2019: D-Day
- 2020: Hunters (Fernsehserie, 5 Folgen)
- 2020: I Am Fear
- 2019: Weihnachten in Wien (Fernsehfilm, Best Christmas Ball Ever!)
- 2022: Binge Reloaded (Fernsehserie, Folge 2x03)
- 2022: English Estate